# Hüggel
Der Hüggel ist ein 225,6 m ü. NHN hoher, rund 5 km langer und 1 km breiter Höhenzug bei Hasbergen im niedersächsischen Landkreis Osnabrück und die dritthöchste Erhebung des Osnabrücker Hügellandes. Der Oberkarbonausbruch ist ein Teil des Ibbenbürener Steinkohlenreviers.

## Geographie

### Lage
Der Hüggel liegt im Natur- und Geopark TERRA.vita (früher: Naturpark Nördlicher Teutoburger Wald-Wiehengebirge) zwischen dem nahen Teutoburger Wald im Süden und dem etwas entfernten Wiehengebirge im Norden. Er befindet sich etwa 7,5 km südsüdwestlich von Osnabrück als Teil Osnabrücker Berglandes im Stadtgebiet von Georgsmarienhütte und in den Gemeindegebieten von Hagen am Teutoburger Wald und Hasbergen, wobei letzteres den größten Anteil am Höhenzug hat.
Der Hüggel ist rund 5 km lang und im Bereich seiner höchsten Erhebung, dem gleichnamigen Hüggel, rund 1 km breit; im Rahmen seiner Nord- und Südausläufer ist er aber noch wesentlich breiter. Zum Hüggelgebiet gehört unter anderem auch der Rote Berg in Hasbergen.

### Erhebungen

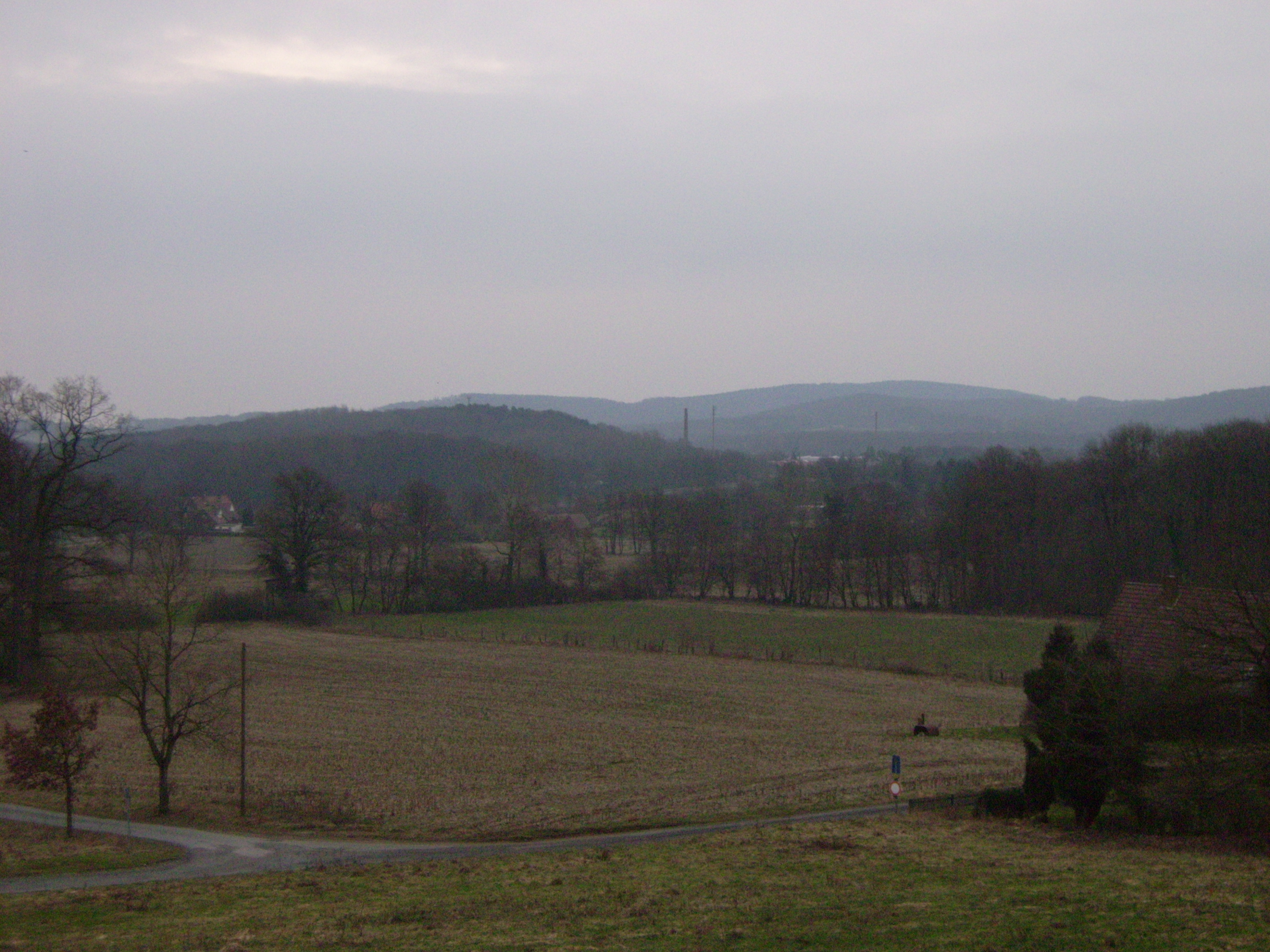
Blick auf Heidhornberg, Hüggel und Heidberg von Südwesten

Zu den Erhebungen und deren Ausläufern des Hüggels gehören – sortiert nach Höhe in Meter (m) über Normalhöhennull (NHN):
| - Hüggel (225,6 m) - Kleiner Hüggel (ca. 200 m) - Heidhornberg (180,2 m) - Silberberg (179,8 m) - Jägerberg (176 m) - Heidberg (165,1 m) | - Domprobst Sundern (157,6 m) - Bükersberg (152,6 m) - Martiniberg (125,1 m) - Ortenbrick (120,5 m) - Steinbrink (118 m) - Roter Berg (108 m) |

## Geologie

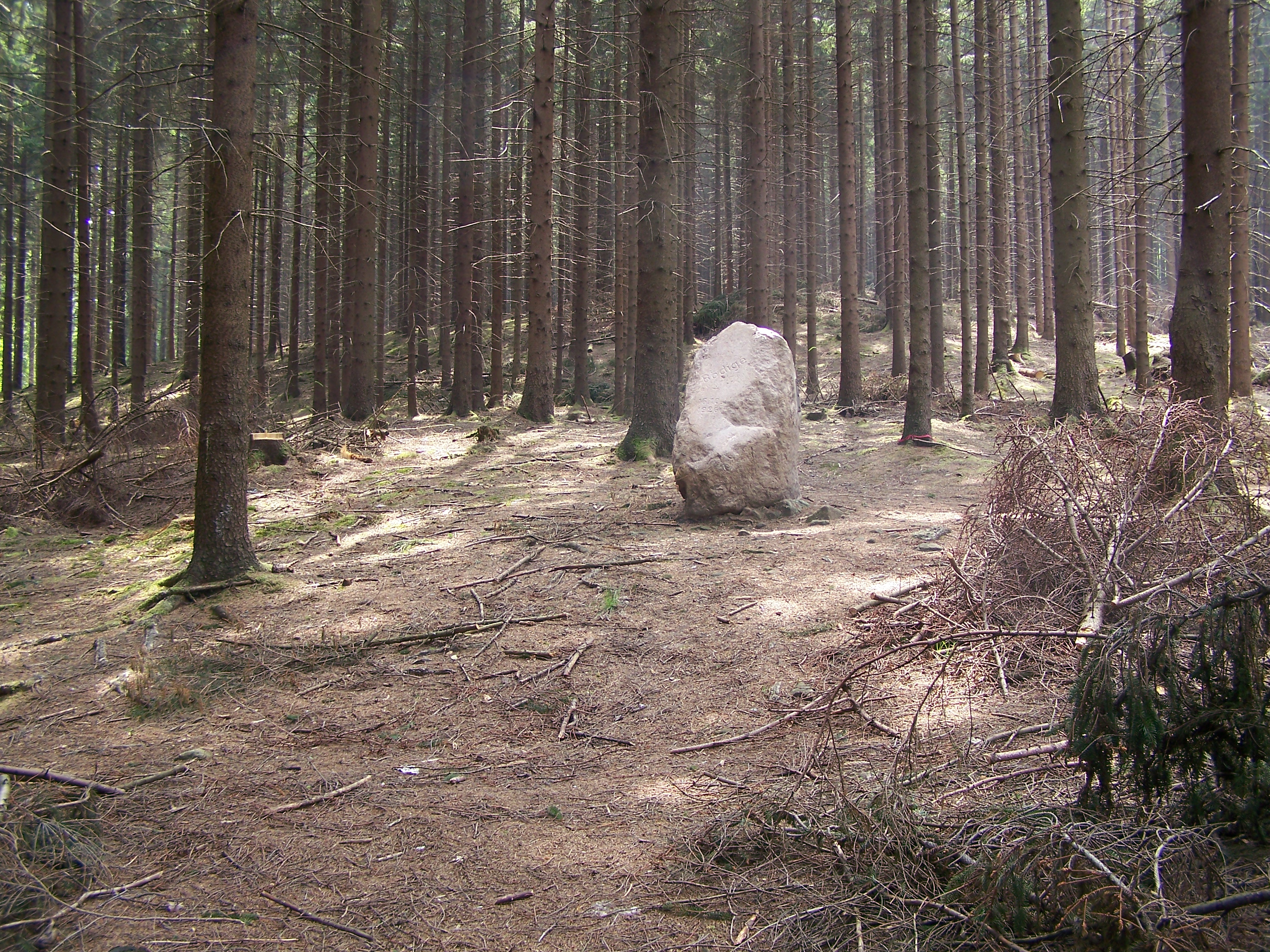
Bödigestein im Hüggel. Hier starb der Hüggelforscher Nikolaus Bödige am 16. Oktober 1926 im Alter von 67 Jahren.

Neben den Karbonhorsten der Ibbenbürener Bergplatte bei Ibbenbüren und dem Piesberg tritt der Hüggel als dritte Erhebung des Oberkarbon zutage. Er wird im Norden von Zechstein bedeckt. Im Süden sind komplizierte Verwerfungstrukturen mit Verwurfshöhen von 1000 m. Die Vererzung des Kalksteins der unteren Zechsteinzeit (Zechsteinkalk) erfolgte durch Hydrothermale Lösungen. Das Erzlager ist durchweg 8 bis 10 m mächtig und wird vom besagten Kalk überlagert. Analysen ergaben, dass der verwitterte Brauneisenstein 36,9 bis 42,3 Gewichtsprozent Eisen, und der Spateisenstein 31,8 bis 35,9 Gew.-% Eisen enthält. Der Kalk hat von 7,3 bis 14,9 Gew.-% Eisenanteil und bis zu 2 Gew.-% Mangan.
Anreicherungen von Zink- und Bleierzen treten nur untergeordnet auf und führen Silber mit. Es kommen dort Pflanzen vor, die an den erhöhten Schwermetallgehalt gebunden sind.
Die Entstehung der hydrothermalen Lösungen wird im Zusammenhang mit dem Bramscher Pluton gesehen.

## Historischer Bergbau auf silberhaltige Buntmetalle

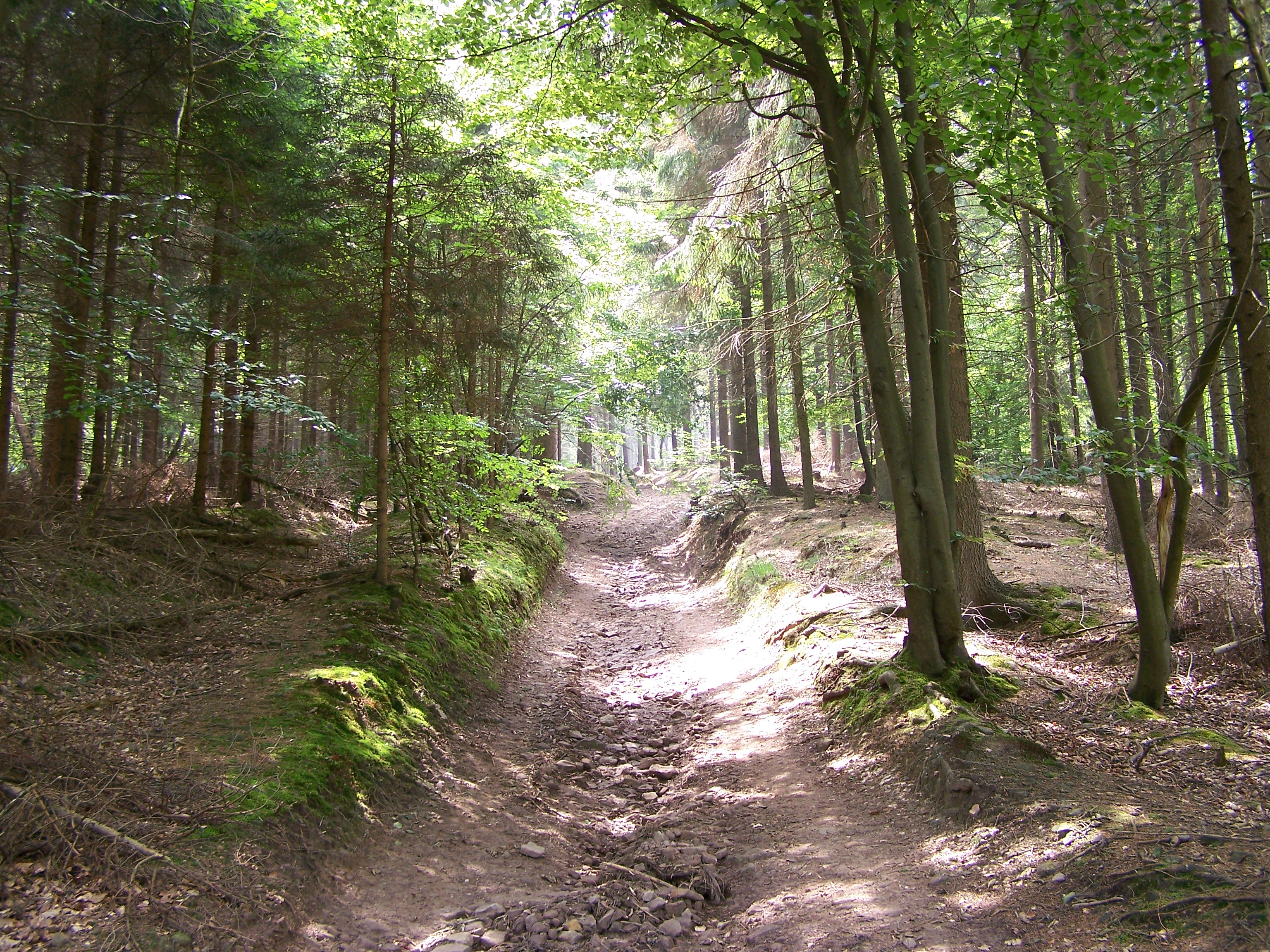
Steile Wege führen auf die Kuppe des Hüggels

Bereits im Jahr 1180 war eine „Silverkuhle“ dem Dompropst Osnabrück abgabepflichtig.
Im Jahr 1722 ließ der Fürstbischof Ernst August II. die Schürfarbeiten auf Silbererze wieder aufnehmen. Bergschreiber Paxmann aus Zellerfeld untersuchte die Erzproben, die auf einen Zentner 65 Pfund Blei und 2 Lot Silber enthielten. Aus dem gewonnenen Hüggelsilber wurden Osnabrücker Münzen geprägt.

### Aufschlüsse in den Feldern Aaron, Kronprinz und Emma
Zur Mitte des 19. Jahrhunderts lebte der Bergbau auf Buntmetallerze wieder auf. 1860 wurden die Felder Aaron und Kronprinz konsolidiert und der neu gegründeten „Osnabrücker Zinkgesellschaft“ übertragen.
Ein zur Förderung und Wasserlösung vorgesehener Stollen wurde 1867 am Roten Berg aufgefahren. Der 56 m lange Stollen war durch fünf Schächte von 5 bis 22 m Tiefe erschlossen.
Der Zinkgehalt des Lagers betrug 27,5 Gew.-%. Der Betrieb wurde 1873 eingestellt, nachdem mit 12 bis 14 Arbeitern in der Zeche Aaron 844 t und in der Zeche Kronprinz 308 t Erze gefördert wurden.

## Eisenerzbergbau
Sagen vom Hüggelschmied und von den schmiedenden Hüggelzwergen lassen auf eine sehr frühe Erzgewinnung im Hüggelgebiet schließen. Dies bestätigen zahlreiche Pingen in den Hängen des Hüggels.

### Erzgewinnung durch die Beckeroder Eisenhütte
Ab 1852 gewann die Beckeroder Eisenhütte Eisenerz im Grubenfeld Hüggel I. Mit den Ankauf der Beckeroder Hütte durch den Georgs-Marien-Bergwerks- und Hüttenverein 1856 gelangte dieses Grubenfeld in Besitz des Hüttenvereins.

### Erzgewinnung durch den Georgs-Marien-Bergwerks- und Hüttenverein

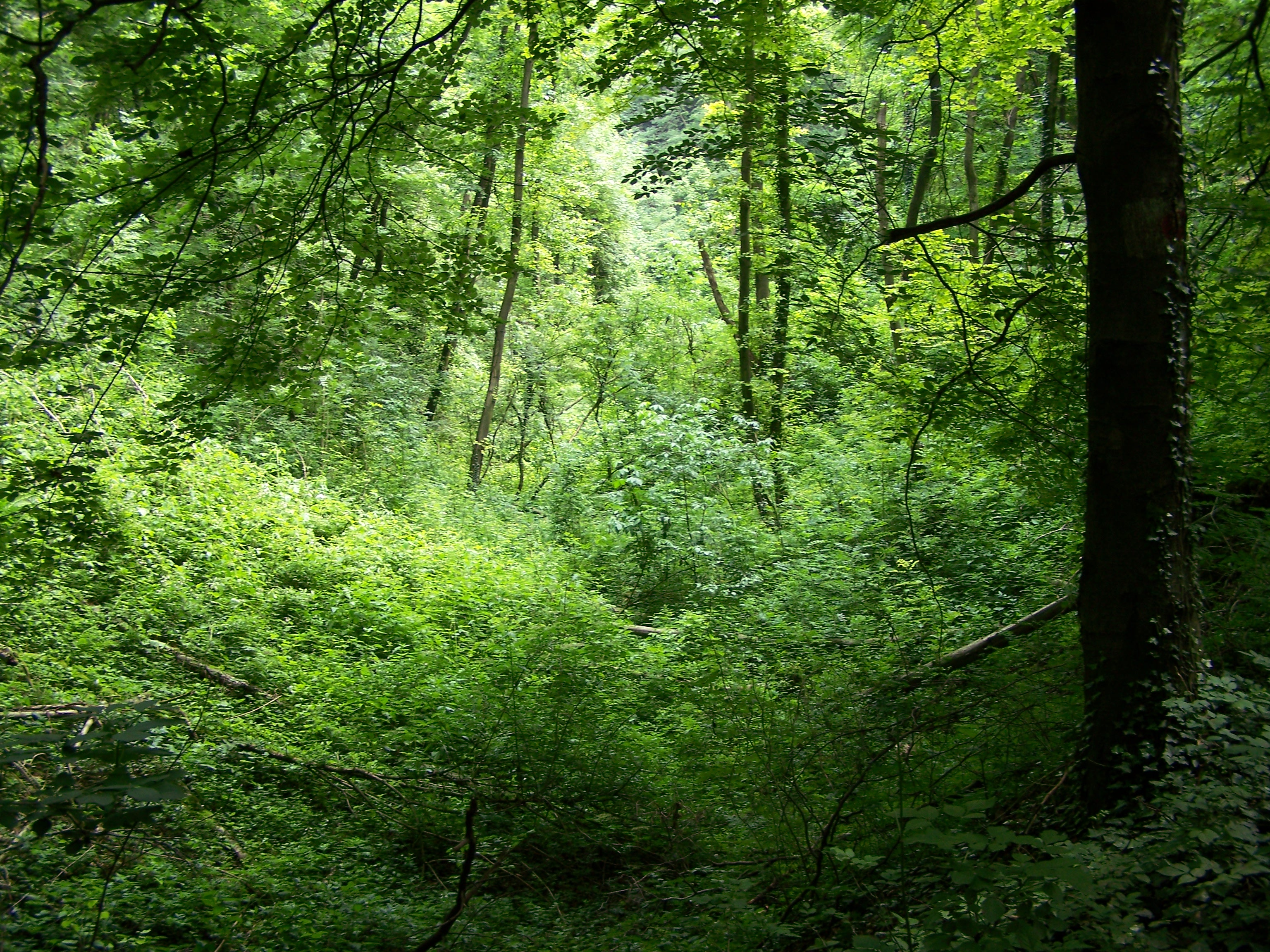
Von den ehemaligen Tagebauen existieren zahlreiche Restlöcher. Alle sind so zugewachsen wie dieses am Silbersee.

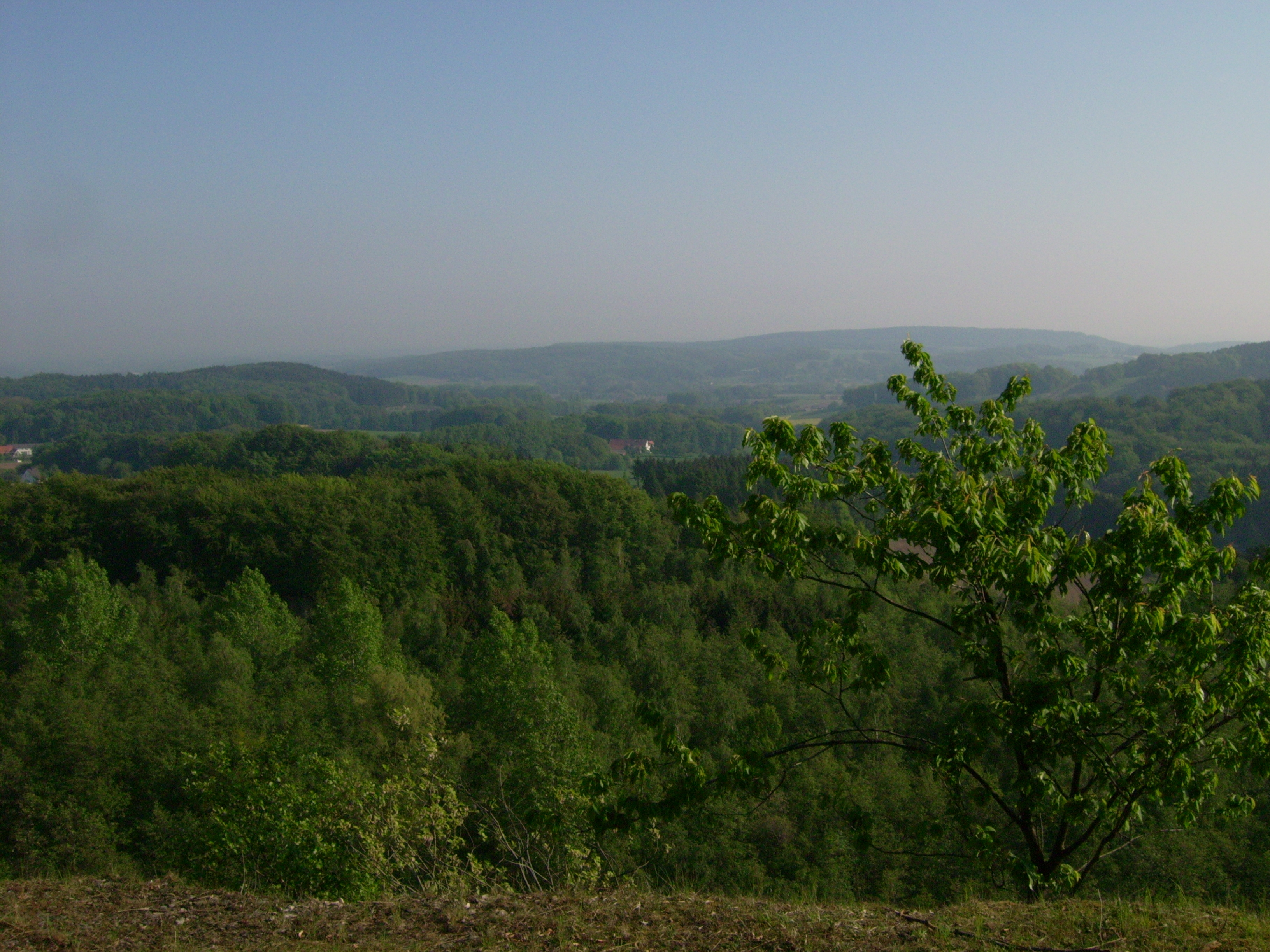
Blick vom Kalksteinbruch auf dem Westerbecker Berg nordnordostwärts zum Hüggel am Horizont

Zur Zeit des Aufkaufs durch den Georgs-Marien-Bergwerks- und Hüttenverein waren bereits zwei kleine Gruben in Betrieb.
Der Tagebau Hermine und der Tiefbau Hedwig. Um die Erze billiger zur Hütte nach Georgsmarienhütte zu transportieren, ist 1865 die Hüggelbahn gebaut worden. Die Erzförderung erhöhte sich von 86.000 t in 1863 auf 133.000 t in 1872. Das Grubenwasser wurde durch den 1868 errichteten Mathildestollen abgeleitet. 1870 konzentrierte man sich auf den Tiefbau, eine Tiefbausohle wurde 20 m unterhalb der Stollensohle angelegt. Eine zentrale Wasserhaltung ist im Augustaschacht seit 1876 in Betrieb gewesen.
Die Erzförderung erreichte in den 1870er Jahren ihren Höhepunkt. Die Spitzenwerte waren 1873 mit 235.882 t gefördertem Erz, und 1877 mit 584 Arbeitern erreicht.
Durch den Kauf der Ibbenbürener Erzgruben ging die Belegschaft und die Förderung am Hüggel zurück.
Im Ersten Weltkrieg beschäftigte man noch 200 Männer und 57 Kriegsgefangene in den Gruben.
Im Jahr 1931 mit der Beendigung des Tiefbaus wurden noch 18.000 t Erz mit 166 Mann gefördert.
Lediglich im Zweiten Weltkrieg wurden nochmals Erze im Tiefbau gefördert.

## Kalkabbau

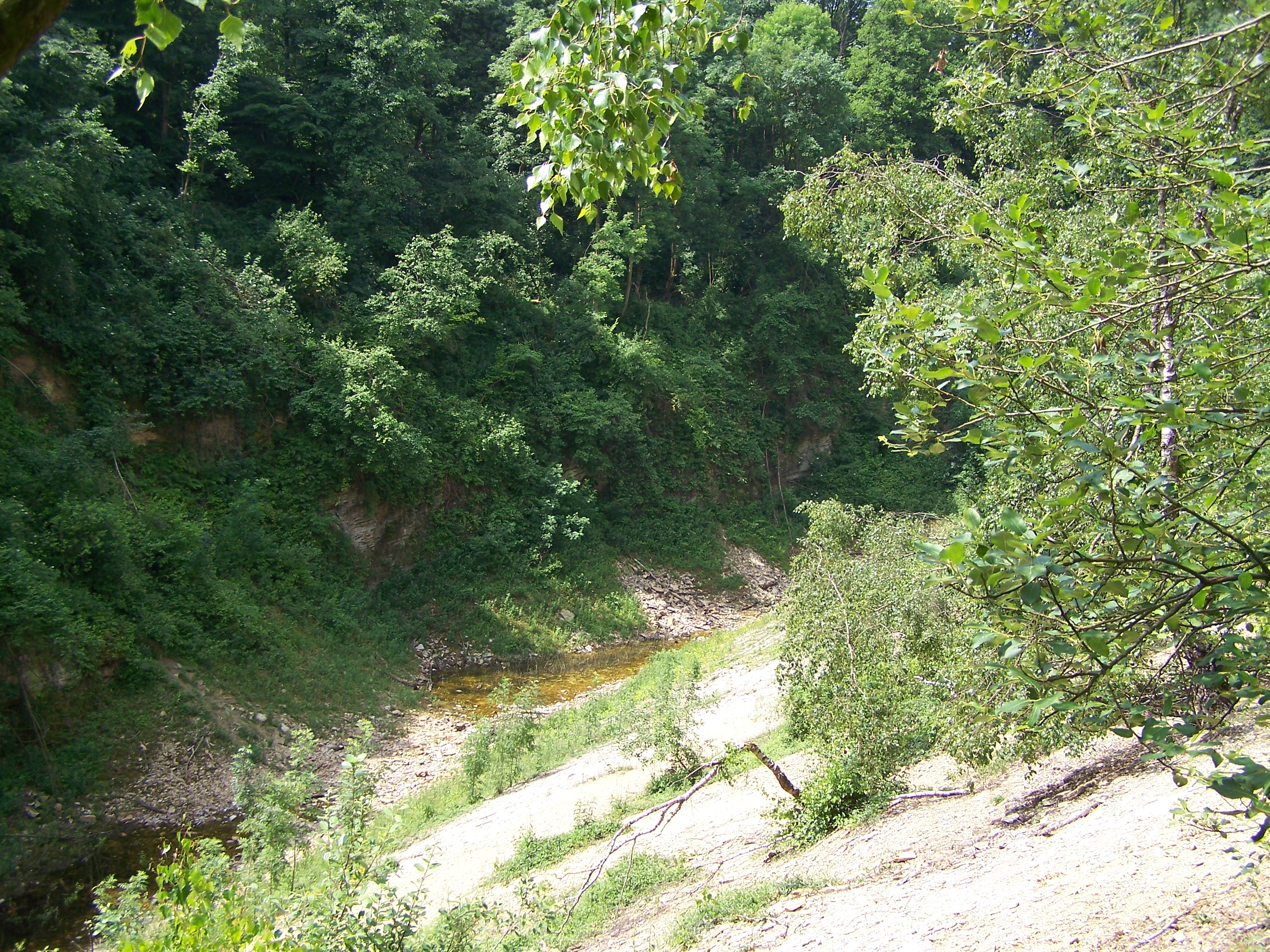
Reste des fast ausgetrockneten Silbersees

Während der Zeit des Eisenerzbergbaus und darüber hinaus wurde eisenhaltiger Zuschlagkalk abgebaut. Eine 1928 erbaute Luftseilbahn diente bis 1937 zum Kalksteintransport aus dem Steinbruch „Silbersee“ zur Hüggelbahn. Nach der Einstellung der Kalkgewinnung direkt am Hüggel Anfang der 1930er Jahre wurde mit einer 1937 erbauten 6,34 km langen Seilbahn bis 1967 Kalk vom Kalksteinbruch Holperdorp (Lienen) am Lienener Berg im Teutoburger Wald über die Entladestation in der Nähe des Augustaschachtes mit der Hüggelbahn abgefahren. Eingesetzt wurde der Kalk in den Hochöfen sowie in dem Zementwerk des Georgs-Marien-Bergwerks- und Hüttenvereins. Es sind in der gesamten Abbauzeit rund 10 Millionen Tonnen Eisenerz und eisenhaltiger Zuschlagkalk gewonnen worden.

## Steinkohlenlagerstätte
Durch ein 675 m tiefes Bohrloch am Mathildaschacht wurde der Nachweis von Steinkohlenflözen am Hüggel erbracht. Es wurden neun Flöze mit geringer Mächtigkeit nachgewiesen. Die Flöze 6 bis 9 ergaben eine Gesamtmächtigkeit von 2,35 m reiner Kohle. Pläne zum Bau eines Bergwerks scheiterten. In der Notzeit nach dem Ersten Weltkrieg griff man den Plan wieder auf und teufte den 299,12 m tiefen Südhüggelschacht. Ein Abbau unterblieb jedoch wegen der geringen Flözmächtigkeit.

## Zeugen

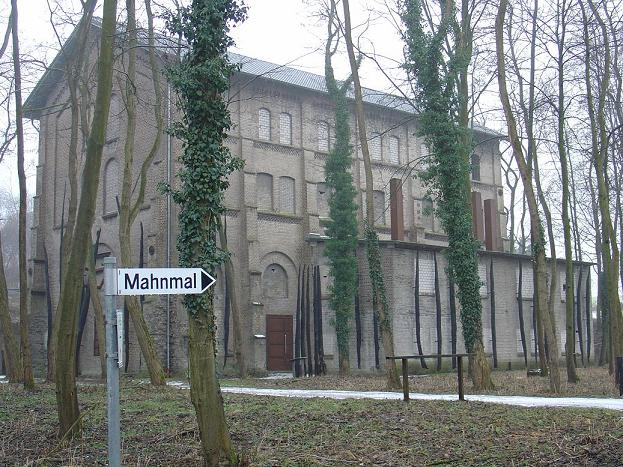
Pumpenhaus des Augustaschachtes; diente ab 1944 als Arbeitserziehungslager, in dem Gegner des NS-Regimes als Zwangsarbeiter gefangen gehalten wurden

Erhalten sind bis heute der als Gedenkstätte eingerichtete Augustaschacht Ohrbeck sowie der Silbersee als Rest des Kalkabbaus. Noch zu erkennen ist die Trasse der ehemaligen Hüggelbahn. Sie wurde nach Rückbau der Gleise inzwischen zu Wanderwegen umgebaut. Zudem gibt es im Hüggel einen geologischen Lehrpfad mit zwei Touren unterschiedlicher Länge. Zeugen sind auch die immer noch vorhandenen Gruben des Eisenerztagebaus. Außerdem sind einige Mauerreste, etwa von Brechanlagen, erhalten. Die Natur hat sich die Gruben inzwischen zurückerobert. Sie sind mit Bäumen und Sträuchern bewachsen.

## Legenden
Der Hüggel ist ein Ort der Sagen und Legenden. So gibt es die Sage vom Hüggelschmied der über die Berggeister herrschte, die nach Gold und Silber schürften. Auch ist in den Geschichten von den Sgönaunken (Zwergen) die Rede, die in den sogenannten Wüllekeslöckern lebten und ähnlich den Heinzelmännchen den Menschen in der Gegend des Hüggels viel Gutes getan haben.